# Shadi Ghadirian
Shadi Ghadirian (Teherán, 1974) es una fotógrafa iraní. Estudió Fotografía en la Universidad Azad, en Teherán, y obtuvo el título de grado denominado Bachelor of Arts. Eligió esta carrera debido a que consideraba que la fotografía es un arte veloz con la cual podía identificarse, puesto que vivía siempre apurada. Actualmente trabaja para el museo de fotografía Akskhaneh Shahr, es editora de fotografía en el sitio iraní womeniniran y administra una web especializada en fotografía que se caracteriza por haber sido la primera de Irán. Está casada con el fotógrafo Peyman Hooshmandzadeh, con quien tiene una hija llamada Leyla.
Desde que comenzó su carrera profesional en 1999 ha presentado diecinueve exhibiciones individuales en diversos lugares del mundo, como por ejemplo en Podbielsky Contemporary Gallery (Berlín) y Los Angeles County Muesum of Art (California). Desde 1997, año en el que todavía era estudiante, participó de numerosas exhibiciones grupales en una gran cantidad de países. Parte de sus obras pertenecen a colecciones públicas de diferentes instituciones. 
Ghadirian trabaja series fotográficas desde 1998, cuyo tema principal es la identidad de la mujer iraní y las contradicciones que esta experimenta en un país en el que la tradición y la modernidad conviven no siempre de manera armoniosa. En todas sus fotografías, las mujeres retratadas tienen velo, aun cuando no es el elemento sobre el que pretende centrar la atención. Si bien no es el tema de su obra, la autora considera que no puede dejar de hablar de él. Esto es así puesto que en Irán debe ser usado por ley. 
Su metodología de trabajo consiste en una planificación y una previsualización de las imágenes fotográficas que pretende realizar. Para ello busca inspiración en la vida diaria y solo ingresa a su estudio cuando sabe exactamente qué fotografía desea hacer. De hecho sostiene: 

"... a veces pienso acerca de una fotografía y la visualizo tan completamente que imagino que ya la he tomado. […] Esto es peligroso porque más tarde me doy cuenta de que todavía tengo que sacar la foto”.
Shadi Ghadirian, Entrevista de Ruchira Gupta

Su primera serie fotográfica fue su tesis de grado, a la que llamó Qajar (1998). Este es el nombre de una familia real persa que gobernó Irán desde 1794 hasta 1925. Luego se utilizó este término para denominar al estilo que describe la vida del país en el siglo XIX, cuando gobernaba esta dinastía. Ghadirian realizó retratos de mujeres familiares en un estudio cuya decoración emulaba la de la época. La novedad de esta serie reside en la inclusión de elementos propios de la vida moderna, como latas de gaseosas, reproductores de música, lentes de sol, etc. Estas imágenes representan la lucha entre la tradición y la modernidad, la unión del pasado y el presente, la convivencia de las costumbres y las nuevas invenciones. Según la autora:

"Cuando realicé la serie fotográfica de Qajar, acababa de graduarme y la dualidad y las contradicciones de la vida en ese momento me dieron el motivo para mostrar este contraste: una mujer de la que uno no puede afirmar a qué tiempo pertenece, una fotografía de dos eras, una mujer confundida, una mujer que no está conectada a los objetos que posee".
Shadi Ghadirian, Qajar. Like Every Day

Cabe destacar que en algunas de las fotografías los personajes dejan entrever cabello debajo del velo, signo de rebelión en la época representada.
Tanto Qajar como sus demás series, Unfocused, My press photo, Like every day, Be colorful, West by East, Ctrl + Alt + Del, Nil nil, White Squar y Miss Butterfly, pertenecen a la llamada fotografía conceptual debido a que, para completar su sentido, las imágenes necesitan del establecimiento de relaciones con el contexto. La idea debe ser entendida por el receptor a partir de sus competencias culturales y la posibilidad de realizar reflexiones interdiscursivas. Shadi Ghadirian considera que sus fotografías no solo deben ser imágenes bellas, sino que deben provocar una reacción. Busca a través del arte lograr un cambio social en su propio país:

"Deseo continuar hablando de las mujeres porque todavía tengo mucho que decir. Estas son mis palabras como mujer y las palabras de todas las otras mujeres que viven en Irán, en donde el ser mujer tiene su propio sistema. Y aunque finalmente he creado estas fotografías en mi propio estudio doy seguimiento a temas sociales".
Shadi Ghadirian, Qajar. Like Every Day

## Publicaciones
- HEIJMANS, Annique, The vail as Signifier in Contemporary Art, Ámsterdam, Universiteit van Amsterdam, 2011.